# Caparezza
Caparezza, pseudonimo di Michele Salvemini (Molfetta, 9 ottobre 1973), è un rapper, cantautore e produttore discografico italiano.

## Biografia

### Infanzia e primi anni
Figlio della maestra Franca Murolo e dell'operaio Giovanni Salvemini, che suonava in un gruppo musicale, Michele Salvemini iniziò a cantare da bambino. Studiò ragioneria presso l'Istituto tecnico commerciale di Molfetta, sebbene volesse fare il fumettista. Ottenuto il diploma, decise di occuparsi di pubblicità e vinse una borsa di studio per l'Accademia di Comunicazione di Milano, ma ben presto abbandonò il mondo pubblicitario per dedicarsi a tempo pieno alla musica.
Caparezza si è inoltre dichiarato agnostico e di tendenza politica comunista.

### Mikimix (1995-1998)
(Autodefinizione di Caparezza)
Salvemini iniziò la carriera musicale come cantautore utilizzando il nome d'arte di Mikimix, componendo brani melodici e minimali, riscuotendo poco successo da pubblico e critica. Condusse in televisione Segnali di fumo, programma musicale di Videomusic in compagnia di Paola Maugeri. Dopo alcune serate nei locali di Milano esordì al Festival di Castrocaro e partecipò successivamente a Sanremo Giovani 1995 con il brano Succede solo nei film, mancando l'accesso alla successiva edizione del Festival di Sanremo. Nel 1996 pubblicò il primo album Tengo duro e poi partecipò nuovamente a Sanremo Giovani 1996 con il brano Donne in minigonne, con il quale fu ammesso alla sezione "Nuove Proposte" del Festival di Sanremo 1997, evento al quale propose il singolo E la notte se ne va, che anticipò l'uscita del secondo album in studio La mia buona stella, pubblicato nello stesso anno dalla Columbia Records.
Nel 1998 Salvemini pubblicò un ultimo singolo come Mikimix, intitolato Vorrei che questo fosse il paradiso.

### Da Mikimix a Caparezza,?!(1998-2000)

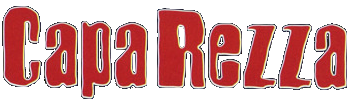
Logo utilizzato dall'artista durante il periodo che va da ?! ad Habemus Capa

Ritornato a Molfetta, continuò a comporre nel suo garage. Si fece crescere capelli e pizzetto e cambiò il nome in Caparezza ("testa riccia" in dialetto molfettese, nome assegnatogli a causa della sua riccia e vaporosa capigliatura) e realizzò tra il 1998 e il 1999 i demo Ricomincio da Capa e Zappa, oltre ad aver composto le basi musicali per un altro demo intitolato Con Caparezza... nella monnezza, nel quale hanno preso parte svariati artisti.
Nel 2000 venne pubblicato l'album d'esordio, ?!, il quale riprese 12 dei 14 brani originariamente pubblicati nei suoi tre demo. Dall'album furono estratti i singoli Tutto ciò che c'è, La fitta sassaiola dell'ingiuria, Chi c*zzo me lo fa fare e La gente originale.

### Verità supposteeHabemus Capa(2003-2007)

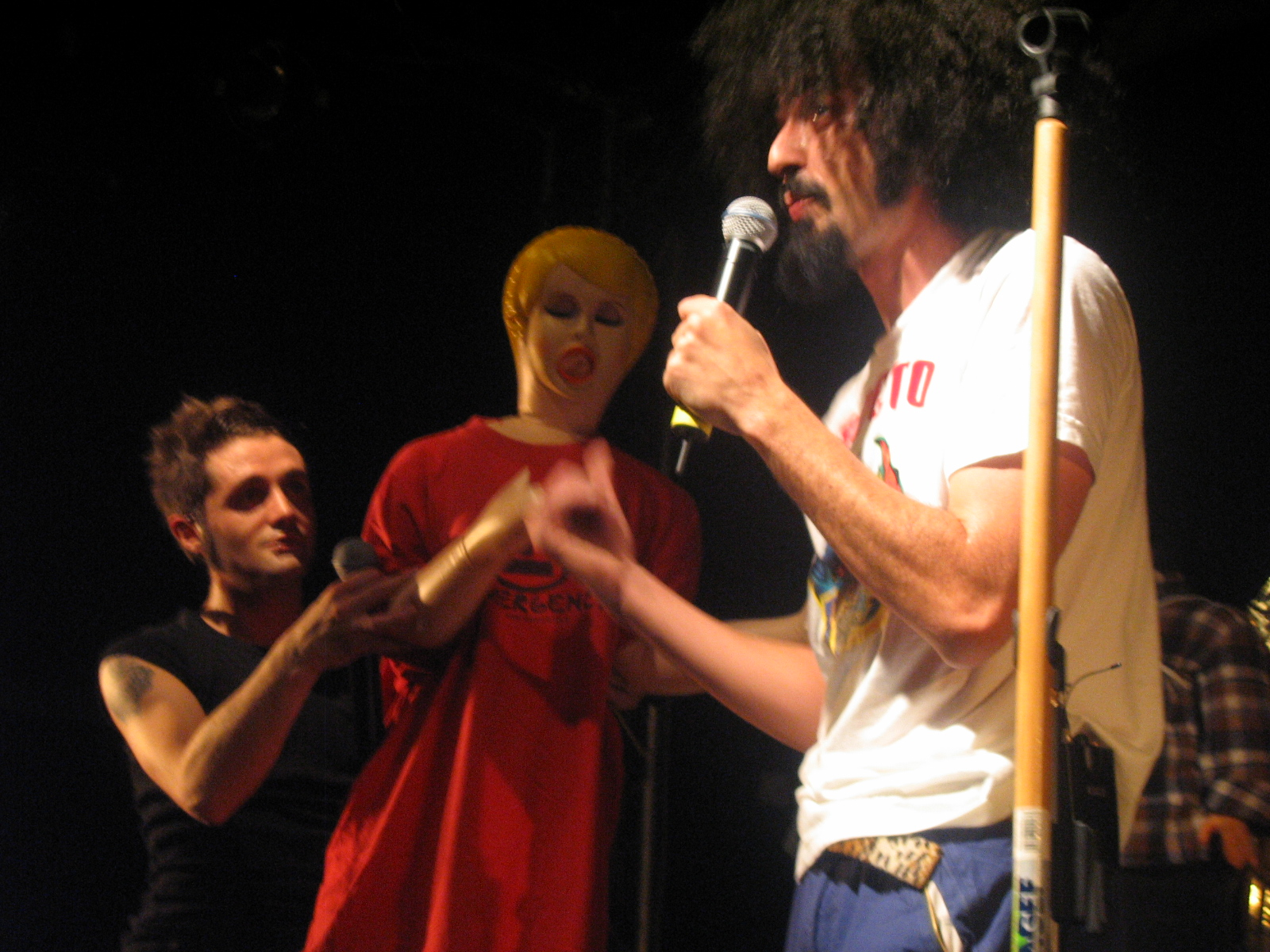
Caparezza (a destra) e Diego Perrone in concerto a Torino, nell'aprile del 2006

Nel 2003 Caparezza pubblicò il secondo album in studio Verità supposte, che ottenne un buon successo soprattutto grazie a quattro dei sei singoli da esso estratti: Il secondo secondo me e Fuori dal tunnel (2003), Vengo dalla Luna e Jodellavitanonhocapitouncazzo (2004). In particolare Fuori dal tunnel è stato oggetto di un caso curioso: il brano divenne un vero e proprio tormentone estivo nonostante non fosse questo l'intento di Caparezza, il quale protestò sempre contro l'utilizzo in discoteche e programmi televisivi (per esempio Amici di Maria De Filippi su Canale 5) del brano come pezzo per ballare allegramente, mentre il testo è in realtà un atto d'accusa contro il "divertimentificio" notturno che impone a tutti di svagarsi allo stesso modo. Caparezza utilizzò questo fatto per dimostrare, nel corso di interviste a giornali specializzati e non, come nella società della comunicazione per eccellenza si possa ancora distorcere il senso di un testo in modo così grossolano. L'unico programma che ricevette da Caparezza il permesso per poter utilizzare Fuori dal tunnel fu Zelig Circus, nella cui sigla apparve lo stesso rapper.
Nel 2005 è uscito l'album tributo Seguendo Virgilio - dentro e fuori il Quartetto Cetra, in cui vari artisti rivisitano alcuni brani di Virgilio Savona del Quartetto Cetra; tra questi anche Caparezza con il brano Sciabola al fianco pistola alla mano. Nello stesso periodo ha dato vita al gruppo SunnyColaConnection insieme a 'u Fabie e 'u Bepp, pubblicando l'album Alla molfettesa manera per il download gratuito. Il nome del gruppo è un gioco di parole in quanto Sunny Cola sta per san Nicola, che secondo una tradizione della provincia di Bari porta i doni ai bambini il 6 dicembre.

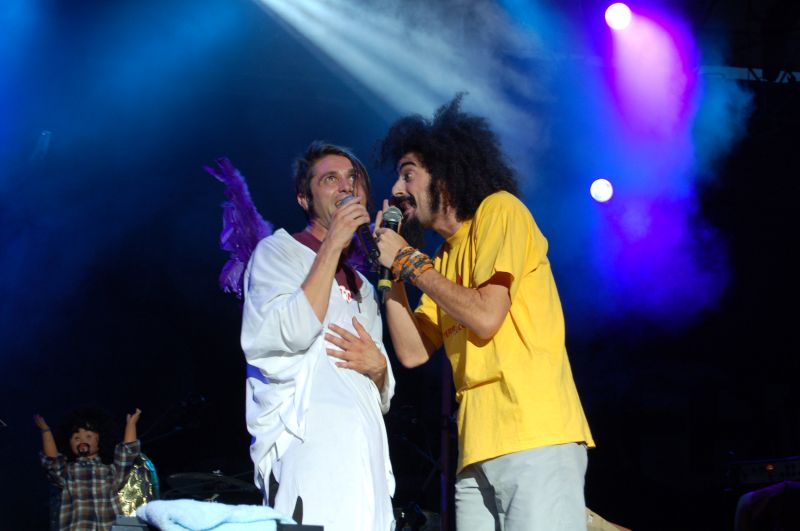
Caparezza e Diego Perrone al Traffic - Torino Free Festival, nel 2006

Nel marzo 2006 Caparezza ha pubblicato il terzo album Habemus Capa, da cui furono estratti i singoli La mia parte intollerante, Torna Catalessi e Dalla parte del toro. Caparezza disconobbe, pur senza rinnegarla, la prima parte della sua carriera non molto conosciuta, in quanto poco coerente rispetto al suo attuale pensiero di musicista lontano dal mainstream e dalle logiche di mercato; difatti nel brano Mea culpa, contenuto in ?!, si riferisce chiaramente alla prima parte della sua carriera artistica, definendosi «uno schiavo ritratto in un contratto controproducente», mentre nel brano Habemus Capa, tratto dall'omonimo album, appare: «Ti piace Capa? Ma quello è lo scemo di Sanremo!» e «Ma sei tu Mikimix? Tu l'hai detto!». Anche nel testo di Il secondo secondo me si autoriferirebbe dicendo: «Io, no no no no, non sono più quello di una volta».
Nel mese di settembre 2006 esce Unusual, disco di tributo a Giuni Russo, curato e prodotto da Franco Battiato e Maria Antonietta Sisini. Si tratta di un CD e un DVD che raccolgono brani originali del repertorio di Giuni Russo remixati e riarrangiati con la partecipazione di molti artisti italiani e internazionali, tra cui anche Caparezza con il brano Una vipera sarò.
Il 21 gennaio 2007 si è esibito al Crazy Live Music, una serie di concerti gratuiti organizzati in occasione della XXIII Universiade invernale in Piazza Vittorio Veneto a Torino. Il 2007 lo ha visto inoltre impegnato, oltre che nella stesura del quarto album, in diverse collaborazioni: Puni, Mondo Marcio, Roy Paci & Aretuska, Piotta, Radiodervish, Macaco, Malos Cantores, Antianti, I Medusa.
Nel febbraio 2008 è stato pubblicato l'album Bruno Lauzi & Il Club Tenco, contenente registrazioni inedite dal vivo di brani del repertorio di Bruno Lauzi reinterpretate da vari artisti italiani, tra cui anche Caparezza con il brano Al pranzo di gala di Babbo Natale.

### Le dimensioni del mio caos(2008-2010)

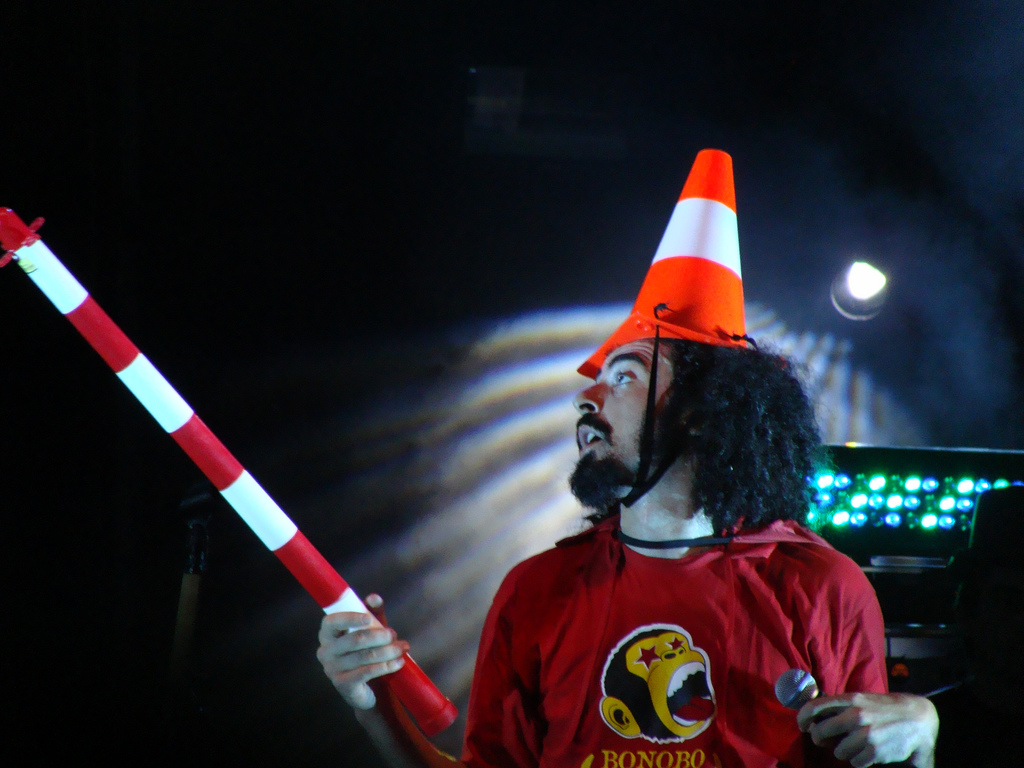
Caparezza al BassFestival di Sant'Agata Bolognese il 13 luglio 2008

L'11 aprile 2008 è uscito il quarto album di Caparezza, Le dimensioni del mio caos, un "fonoromanzo" (secondo la definizione dell'artista) che si è proposto come una sorta di colonna sonora di uno dei racconti presenti nel libro Saghe mentali. Viaggio allucinante in una testa di capa (uscito il 3 aprile dello stesso anno). Il libro è composto da quattro elementi: un fittizio diario segreto con foto (inerente ai testi del primo album), una raccolta di favole (inerenti ai testi del secondo album), i testi del terzo album con le dovute spiegazioni del testo (quest'ultima parte è strutturata come la Divina Commedia di Dante Alighieri) e, infine, il "fonoromanzo" rappresentante il quarto CD del cantautore molfettese che lo porterà in un lungo tour toccando molte parti d'Italia.
L'album è stato anticipato dal singolo Eroe (storia di Luigi delle Bicocche), promosso il 25 aprile da un'esecuzione dal vivo presso la Piazza San Carlo di Torino in occasione del V2-Day organizzato dal comico genovese Beppe Grillo, ed è stato promosso da altri quattro singoli: Vieni a ballare in Puglia (che prima di essere pubblicato come singolo verrà eseguito dal cantante al Concerto del Primo Maggio), Abiura di me, Io diventerò qualcuno e Cacca nello spazio.
Il 23 agosto si esibisce a Melpignano (nella provincia di Lecce) in occasione della Notte della Taranta, tradizionale concerto dove si intrecciano tradizioni popolari salentine, culture orientali ed etniche. In questa occasione canta Vieni a ballare in Puglia e, assieme agli Après La Classe, Lu sule, lu mare e lu jentu. Il 25 novembre si esibisce in un concerto organizzato dalla Sinistra Universitaria a favore dell'associazione Emergency.
Il 1º maggio 2009 ha partecipato al concerto del Primo Maggio, cantando nell'ordine La grande opera, Io diventerò qualcuno, Vieni a ballare in Puglia e Ilaria condizionata. In seguito al terremoto dell'Aquila del 2009 del 6 aprile, Caparezza ha partecipato insieme a numerosi altri cantanti italiani al progetto Artisti Uniti per l'Abruzzo, che hanno inciso il singolo benefico Domani 21/04.2009 al fine di raccogliere fondi per la ricostruzione del conservatorio "Alfredo Casella" e del teatro Stabile del L'Aquila colpiti dal sisma. Nel novembre 2009 partecipa al progetto Rezophonic, per la sensibilizzazione sul problema delle risorse idriche, scrivendo e incidendo insieme ad altri artisti il brano Nell'acqua. Nel marzo 2010 esce Gli arbitri ti picchiano, singolo e video musicale nato dalla collaborazione tra Pino Scotto e Caparezza.

### Il sogno eretico(2011-2013)

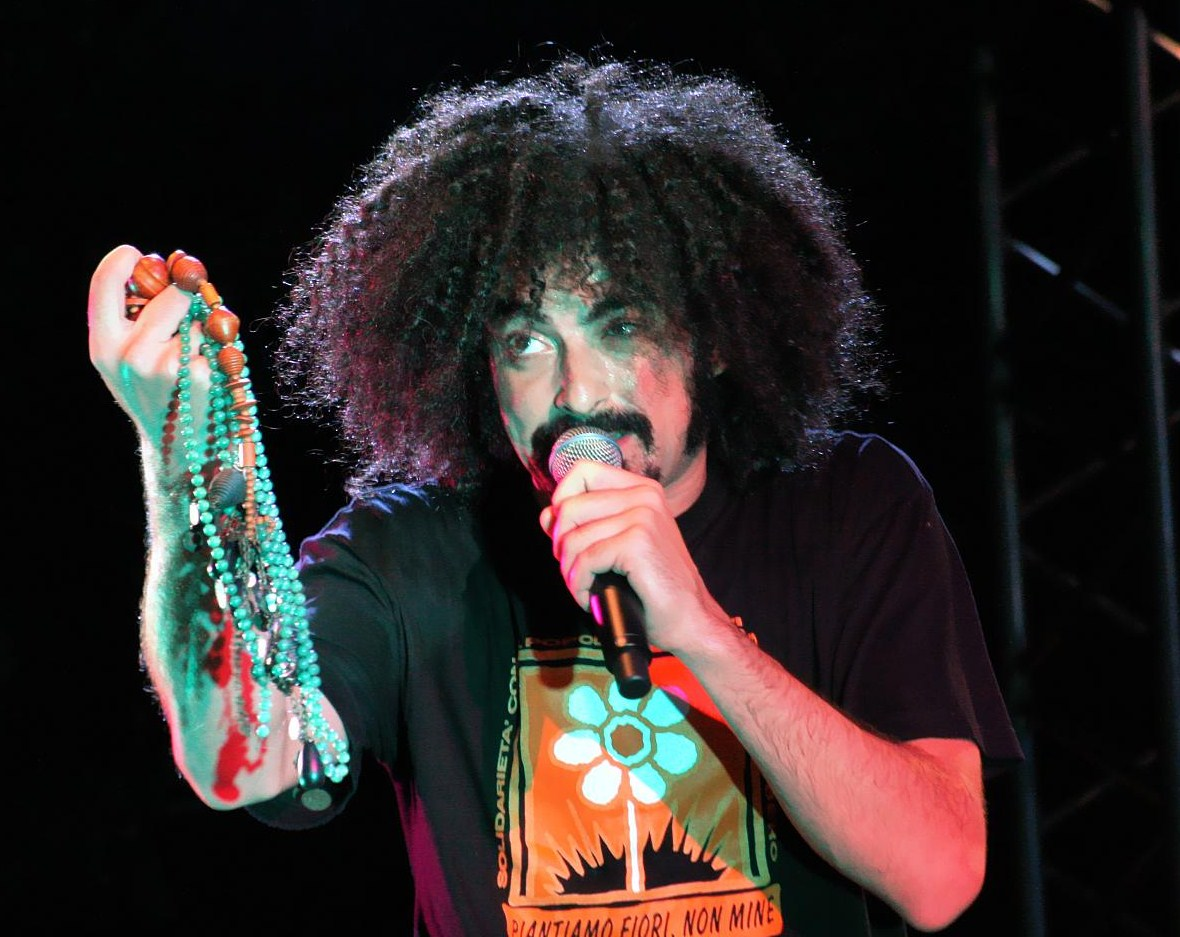
Caparezza in concerto

Il 5 gennaio 2011 è uscito il film Che bella giornata diretto da Gennaro Nunziante, in cui Caparezza esordisce al cinema in una breve parte nel ruolo di se stesso, cantando Sarà perché ti amo dei Ricchi e Poveri, Non amarmi di Aleandro Baldi e Francesca Alotta e il suo singolo Vieni a ballare in Puglia.
Poco dopo ha pubblicato, attraverso YouTube, una serie di brevi video intitolata The Boias, volti ad anticipare l'uscita del suo quinto album, intitolato Il sogno eretico e pubblicato il 1º marzo 2011 attraverso la Universal Music Group. L'album è stato anticipato dal singolo Goodbye Malinconia, realizzato insieme a Tony Hadley e trasmesso dalle radio a partire dal 28 gennaio 2011.
Il 1º maggio 2011 ha partecipato nuovamente al concerto del Primo Maggio, cantando nell'ordine Non siete Stato voi, Goodbye Malinconia, Legalize the Premier e La fine di Gaia, tutte tratte dall'album Il sogno eretico. Nel giugno 2011 presenta su Deejay TV Chi se ne frega della musica, una sorta di reportage, co-prodotto da Puglia Sounds, in cui Caparezza racconta la crescente creatività musicale pugliese, intervistando artisti come Ludovico Einaudi, Negramaro, Emma, Sud Sound System e Checco Zalone. Nell'ottobre 2011 partecipa insieme a Subsonica, Nicola Conte, Casino Royale, Après La Classe e Erica Mou a Hit Week, evento di musica italiana negli Stati Uniti in un mini tour, facente tappa a New York, Los Angeles e Miami. Sempre nel 2011 esce l'album di esordio degli U' Papun, Fiori innocenti in cui è contenuto il singolo L'appapparenza in collaborazione con Caparezza.
Il 4 novembre 2011 la Universal Music ha annunciato che Il sogno eretico è stato certificato disco di platino dalla FIMI, mentre il 21 dello stesso mese ha partecipato al programma televisivo Il più grande spettacolo dopo il weekend, condotto da Fiorello. Nello stesso periodo ha inoltre effettuato alcune collaborazioni musicali: con i Madrac nella canzone Normale (da L'esercito del sole), con i 99 Posse nella canzone Tarantelle pe' campà (da Cattivi guagliuni) e con Il Teatro degli Orrori nella canzone Cuore d'oceano di cui scrive anche il testo (da Il mondo nuovo). La sera del 31 dicembre 2011 Caparezza ha tenuto un concerto di Capodanno nella Piazza della Stazione di Firenze.
Il 16 gennaio 2012 è comparso nell'episodio I'm Feeling Lucky della webserie Lost in Google nella parte di un fotogramma di Street View. Nello stesso periodo ha collaborato con Diego Perrone (seconda voce di Caparezza nei suoi concerti) alla canzone Santo Stefano, presente nell'album di debutto di Perrone, Dove finisce il colore delle fotografie lasciate al sole. Il 1º maggio 2012 ha partecipato al Concerto del Primo Maggio, cantando, nell'ordine, Sono il tuo sogno eretico, Il dito medio di Galileo, Vengo dalla Luna, La ghigliottina, La fine di Gaia e Vieni a ballare in Puglia.
In seguito all'Eretico Tour del rapper, il 19 giugno 2012 è stato pubblicato l'album dal vivo Esecuzione pubblica, costituito da un CD e da un DVD contenenti il concerto tenuto da Caparezza a Firenze l'11 aprile 2012. Nel maggio 2012 Caparezza ha collaborato con i Two Fingerz alla realizzazione del brano Capra, inserito nell'album del duo Mouse Music, mentre il 25 settembre dello stesso anno è stato pubblicato il singolo Solo col mic del disc jockey Big Fish, al quale Caparezza ha collaborato vocalmente. Nell'ottobre 2012 viene diffuso il brano Alita gli ani per promuovere il film Viva l'Italia di Massimiliano Bruno.
Nel 2013 collabora con Combass, storico bassista degli Après La Classe, al brano Mega party tratta da La strada giusta. Nello stesso anno inoltre collabora con Herman Medrano & the Groovy Monkeys al brano Superebete, presente nell'album Noseconossemo, e con Stylophonic al brano Morti Pythons, contenuto nell'album Boom!.

### Museica(2014-2016)

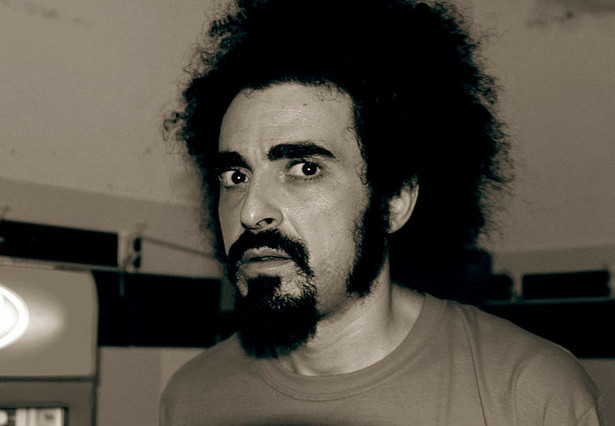
Caparezza all'Italia Wave di Livorno, nel 2009

Il 14 gennaio 2014 Caparezza pubblica attraverso il social network Facebook una foto che lo ritrae fuori dagli studi di registrazione, rivelando quindi di essere al lavoro sul sesto album in studio. La cosa viene confermata da due foto successive pubblicate sempre attraverso il social network mentre si ritrova all'interno dello studio di registrazione. Nel mese di febbraio vengono rivelati anche alcuni collaboratori del rapper per la produzione dell'album, ovvero Chris Lord-Alge all'ingegneria del suono e Gavin Lurssen al mastering.
Il 4 marzo Caparezza ha pubblicato sul proprio canale YouTube il video del brano Cover, Girato da Calu nel Deserto del Mojave (California), seguito il 21 dello stesso mese da quello di Non me lo posso permettere, scelto come singolo di lancio per il sesto album dell'artista. Intitolato Museica e pubblicato il 22 aprile 2014, ha debuttato alla prima posizione della classifica italiana degli album, mantenendo tale posizione anche nella settimana successiva. Dopo appena due settimane dall'uscita il disco è stato certificato disco d'oro per aver raggiunto la soglia delle 25 000 copie vendute. La copertina riprende un quadro di Domenico dell'Osso realizzato appositamente per l'artista.
Il 1º maggio 2014 si è esibito a Taranto in occasione del concerto del Primo Maggio organizzato dal Comitato dei cittadini e lavoratori liberi e pensanti (direttori artistici Michele Riondino e Roy Paci, conduttori Luca Barbarossa, Valentina Petrini e Andrea Rivera) e che vede la partecipazione anche di Fiorella Mannoia, Vinicio Capossela, Afterhours, Sud Sound System, Tre Allegri Ragazzi Morti, Après La Classe, 99 Posse, Paola Turci, Nobraino e altri artisti. Il 30 maggio è stato invece pubblicato il secondo singolo estratto da Museica, ovvero È tardi, in collaborazione con Michael Franti.
Il 6 agosto 2014 il Museica Tour riceve a Catanzaro il Riccio d'Argento di Gerardo Sacco, "Premio Miglior Live d'Autore dell'anno" di Fatti di Musica 2014, la rassegna del live d'autore diretta da Ruggero Pegna giunta alla 28ª edizione. Il 29 agosto 2014 è stato pubblicato il terzo singolo China Town, seguito dal relativo videoclip l'8 settembre. Alla fine di agosto Museica è stato certificato disco di platino dalla FIMI per aver raggiunto la soglia delle 50 000 copie vendute.
Il successo ottenuto da Caparezza in Italia con Museica ha fatto sì che venisse reclamato anche dagli italiani residenti all'estero. Pertanto, al Museica Tour sono state aggiunte alcune date tra ottobre e novembre 2014 che lo hanno visto attraversare importanti città europee e statunitensi, come Barcellona, Parigi, Bruxelles, Los Angeles e Miami.
Il 14 novembre è stato pubblicato il quarto singolo estratto da Museica, ovvero Avrai ragione tu (ritratto), mentre il 27 febbraio dell'anno seguente è uscito il quinto e ultimo singolo, intitolato Mica van Gogh. La promozione dell'album è proseguita a luglio 2015 con l'uscita del videoclip del brano Argenti vive, seguito a settembre da quello per il brano Compro horror, primo video a 360º del cantautore.
Nel corso del 2016 il rapper ha collaborato con il cantautore Daniele Silvestri alla realizzazione del brano La guerra del sale, inserito nell'album Acrobati, uscito il 26 febbraio; il brano è stato successivamente estratto come singolo il 14 ottobre dello stesso anno.

### Prisoner 709(2017-2019)
Il 13 giugno 2017 Caparezza ha annunciato attraverso la propria pagina Facebook il settimo album in studio Prisoner 709, uscito il 15 settembre dello stesso anno e anticipato otto giorni prima dal singolo di lancio omonimo. Composto da sedici brani, il disco vede le partecipazioni del rapper statunitense DMC e dei cantautori italiani Max Gazzè e John De Leo.
L'album, la cui uscita è coincisa con la pubblicazione del secondo singolo Ti fa stare bene, è frutto di una profonda crisi interiore del rapper molfettese, è incentrato sulla tematica dell'ingabbiamento all'interno della propria dimensione (o prigione, come dichiarato dallo stesso artista) mentale, e si differenzia notevolmente dal precedente Museica sia per sonorità (molto più vicine al rap rock) che per tematiche, molto più intimistiche e riflessive. Nell'album, e in particolare nel brano Larsen, chiaro riferimento all'effetto Larsen, sono inoltre presenti numerosi riferimenti all'acufene, condizione che ha colpito il cantante nel 2015 e che lo ha sensibilmente influenzato nella realizzazione del disco.
Il 12 gennaio 2018 il rapper ha pubblicato come terzo singolo Una chiave, accompagnato dal relativo video musicale il 26 dello stesso mese. Al disco è associato anche il Prisoner 709 Tour, svoltosi in Italia tra novembre 2017 e febbraio 2018.
Il 21 maggio 2018 è stato pubblicato come quarto estratto il sopracitato Larsen, che anticiperà la tappa estiva del Prisoner 709 Tour avvenuta tra giugno e settembre 2018. Il 7 settembre 2018 è stato pubblicato il quinto singolo Confusianesimo e il secondo album dal vivo Prisoner 709 Live, atti a chiudere il progetto legato all'album, la cui promozione è proseguita fino a dicembre 2018 con l'uscita del video del brano Prosopagnosia, presentato in anteprima sul sito di VH1.
Il 2019 ha visto Caparezza collaborare con altri artisti. Nel mese di febbraio è uscito Tenebra è la notte ed altri racconti di buio e crepuscoli di Murubutu, dove è apparso nel brano Wordsworth, a maggio è stato pubblicato Tarantelle di Clementino nel quale il rapper ha collaborato in Babylon, mentre ad ottobre è uscito l'EP Server sirena dei Linea 77, in cui Caparezza (insieme a Hell Raton) appare nel quarto brano Play & Rewind.

### Exuvia(2021-2022)

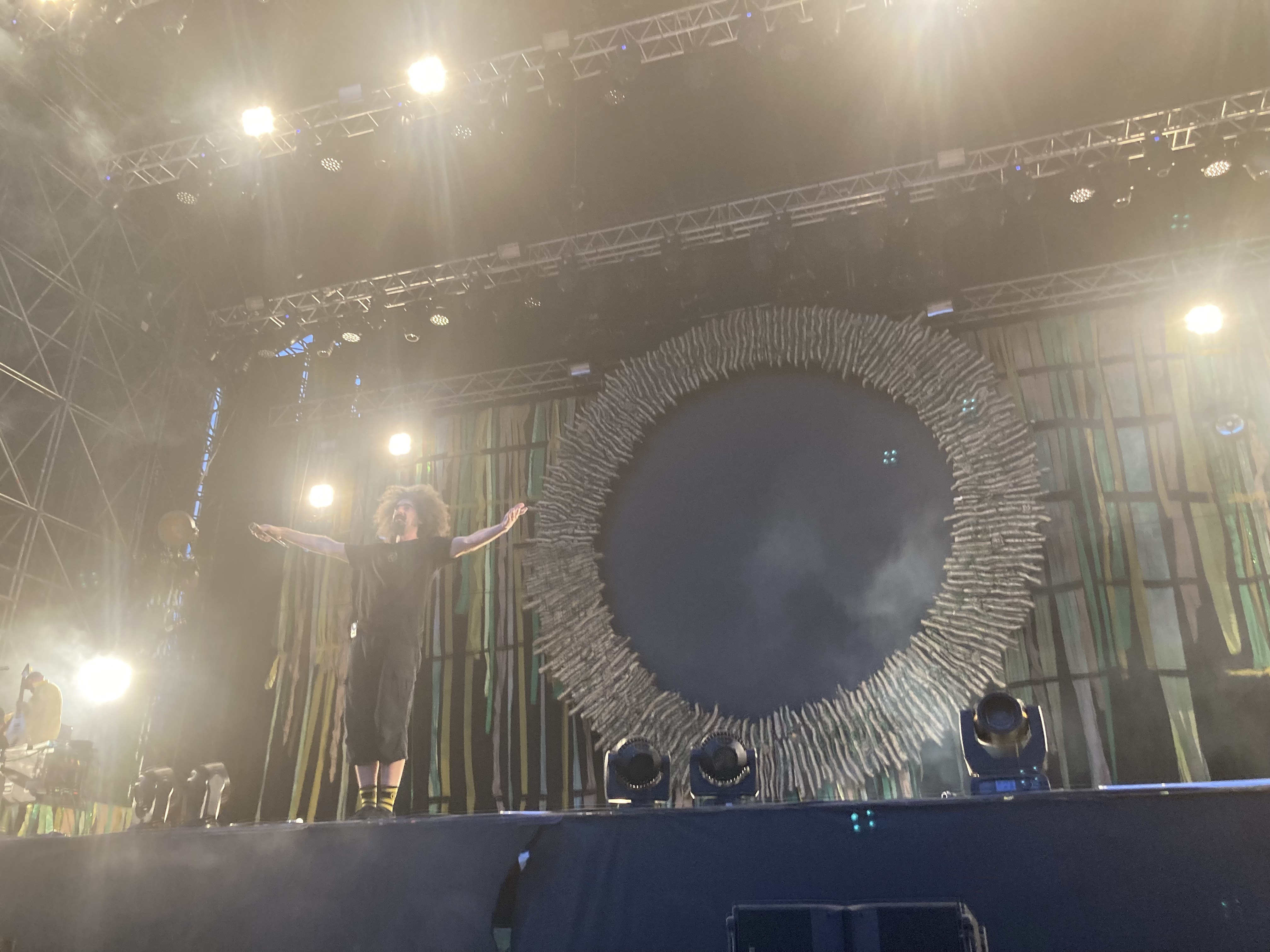
Caparezza in concerto a Milano durante l'Exuvia Tour

Il 7 maggio 2021 Caparezza è tornato sulle scene musicali con l'ottavo album Exuvia, anticipato dal singolo omonimo e La scelta. Il disco è un concept album e rappresenta il seguito di Prisoner 709, soffermandosi sull'evasione dalla prigionia mentale dell'artista e la fuga verso una selva in cui far perdere le proprie tracce. Tra i diciannove brani contenuti nel disco è presente anche Campione dei novanta, dove Caparezza approfondisce per la prima volta il periodo in cui era conosciuto come Mikimix. Per questo brano è stato realizzato anche un video, reso disponibile il 9 luglio 2021. Come ulteriori singoli sono stati scelti El sendero (10 settembre 2021) e Come Pripyat (14 gennaio 2022).
L'Exuvia Tour si è svolto nei mesi di maggio e giugno 2022, dopo essere stato inizialmente rimandato dalla fine del 2021 a causa della pandemia di COVID-19, proseguendo nell'estate 2022 con l'Exuvia Estate 2022, con venti date complessive.
Il 10 dicembre 2021 insieme a Mattak, Funky Nano e Roy Paci è presente come ospite nella canzone Smackdown, contenuta nell'album Dead Poets 3 di DJ Fastcut. È ospite nell'album Il mondo è nostro di Tiziano Ferro pubblicato il 10 novembre 2022 nel brano L'angelo degli altri e di se stesso.

## Gruppo
Attuale
- Diego Perrone – voce, cori
- Alfredo Ferrero – chitarra, sintetizzatore, cori
- Giovanni Astorino – basso, violoncello, cori
- Gaetano Camporeale – tastiera, sintetizzatore, cori
- Rino Corrieri – batteria

Ex componenti
- Stefano Ciannamea – voce, cori

## Discografia

### Da solista
Album in studio
- 1996 – Tengo duro (pubblicato come Mikimix)
- 1997 – La mia buona stella (pubblicato come Mikimix)
- 2000 – ?!
- 2003 – Verità supposte
- 2006 – Habemus Capa
- 2008 – Le dimensioni del mio caos
- 2011 – Il sogno eretico
- 2014 – Museica
- 2017 – Prisoner 709
- 2021 – Exuvia

Album dal vivo
- 2012 – Esecuzione pubblica
- 2018 – Prisoner 709 Live

Raccolte
- 2011 – Epocalisse: Capalogia da ?! al caos
- 2012 – Essential

### Con i SunnyColaConnection
- 2005 – Alla molfettesa manera

## Filmografia
- Che bella giornata, regia di Gennaro Nunziante (2011)

## Riconoscimenti
- MTV Europe Music Awards
  - 2014 – Candidatura all'MTV Europe Music Award al miglior artista italiano[88]
  - 2021 – Candidatura all'MTV Europe Music Award al miglior artista italiano[89]
- Rockol Awards
  - 2008 – Candidatura al Miglior video clip italiano per Eroe (storia di Luigi delle Bicocche)[90]
  - 2021 – Miglior album italiano per Exuvia[91]
- Fatti di musica
  - 2014 – Premio Riccio d'argento di Gerardo Sacco per Miglior live d'autore dell'anno per il Museica Tour[92]